# Schoenoxiphium burttii
Schoenoxiphium burttii är en halvgräsart som beskrevs av Ilkka Toivo Kalervo Kukkonen. Schoenoxiphium burttii ingår i släktet Schoenoxiphium och familjen halvgräs.
Artens utbredningsområde är KwaZulu-Natal. Inga underarter finns listade i Catalogue of Life.